# Зіновать Рошеля
Зінова́ть Роше́ля, або роки́тничок Роше́ля (Chamaecytisus rochelii) — багаторічна рослина родини бобових. Вид занесений до Червоної книги України у статусі «Рідкісний». Декоративна і медоносна рослина.

## Опис
Листопадний кущ 50-100 см заввишки, нанофанерофіт. Стебла висхідні, запушені. Листки трійчасті, листочки жорсткі, ланцетні або яйцеподібно-ланцетні, з обох боків вкриті притиснутими, рудими волосками завдовжки 2,5 см. Квітки сірчано-жовті, завдовжки 1,5 см, зібрані по 12-18 штук у головчасті щиткоподібні суцвіття. Плід — серпоподібно зігнутий, волохато-волосистий біб.

## Екологія та поширення
Рослина світлолюбна, посухостійка, віддає перевагу піщаним, супіщаним та кам'янистим ґрунтам. Морозостійкість виду доволі висока, але в культурі за межами ареалу кущі садівники радять вкривати на зиму. Трапляється у розріджених лісах, серед чагарників, на узліссях сосняків.
Квітне у червні-липні, плодоносить у серпні-вересні. Розмножується насінням і вегетативно (живцями). Схожість насіння становить близько 70 %.
Зіновать Рошеля розповсюджена у Центральній Європі, на Балканах, в Східних Карпатах і Молдові. На теренах України поширена лише в Передкарпатті та Прут-Дністровському межиріччі. Достовірно підтверджена знахідка біля села Розкопинці (Сокирянський район Чернівецької області), є непідтверджені свідоцтва про зростання цієї рослини на Чорній Горі в Закарпатті.

## Значення і статус виду
Українські популяції нечисленні, локальні, мають тенденцію до скорочення. Основним чинником, що спричинює зникнення зіноваті Рошеля, є слабка конкурентна здатність виду, оскільки він знаходиться на східній межі ареалу. Для збільшення чисельності рекомендується створити заказники у місцях зростання, а також ширше культивувати його в ботанічних садах. Станом на 2015 р. зіновать Рошеля можна побачити лише в колекції Донецького ботанічного саду.
Як декоративна рослина в культурі відома з 1878 року. Найчастіше зіновать Рошеля висаджують у групових та одиночних насадженнях, альпінаріях. Для збереження декоративного вигляду цим рослинам потрібна щорічна обрізка крони.

## Систематика
Зіновать Рошеля часто розглядають як підвид Cytisus austriacus var. rochelii (Wierzb.) Cristof. До синонімів таксона також належить Cytisus rochelii Wierzb.